# Glaura Lacerda
Glaura Lacerda (São Paulo, 11 de agosto de 1982) é uma atriz, humorista, improvisadora, diretora teatral, arte educadora e empresária brasileira.

## Carreira
Glaura Lacerda de Carvalho (Glaura Lacerda) possui formação técnica em Artes Cênicas, bacharelado e licenciatura em Artes Visuais, além de Pós-graduação em Neurociências e Comportamento pela Pontifícia Universidade Católica do Rio Grande do Sul.
Estreou na telenovela Três Graças, transmitida pela TV Globo em horário nobre, interpretando a personagem Gisleyne – a copeira da vilã Arminda Melo Dantas (Grazi Massafera).
Consolidou sua carreira no teatro, subindo aos palcos com obras de destaque, como A Vida Começa aos 60, de Aguinaldo Silva; A Banheira; As Filhas da Mães; Uma Empregada Quase Perfeita; Dois Casais em Maus Lençóis; Quem Ama Bloqueia; Me Inclua Fora Disso; e mais de 50 outros espetáculos dentro e fora do país.
No Improviso Teatral, Glaura Lacerda contribuiu na fundação, direção e atuação de shows como “Que Tempo Bom” e “Improvisadas”, além de ter apresentado com grandes nomes do improviso no Brasil, como Allan Benatti, Bella Marcatti, Bruno Motta, Cristiane Werson,  Daniel Nascimento, Edson Duavy, Elídio Sanna, Lucas Salles, Márcio Ballas.
Mais do que o meio artístico, Glaura Lacerda teve experiência de 7 anos no mundo corporativo, trabalhando como auditora na Valdac Global Brands. Sua Pós-graduação se deu em Neurociências e Comportamento, pela PUCRS, quando criou o método E.L.A – que combina Arte, Gameficação e Neurociências – para a formação de indivíduos no desenvolvimento de suas habilidades de comunicação, criatividade, improviso ou atuação, através de treinamentos, workshops, palestras, mentorias, cursos e aulas.

## Ficha artística

### Televisão
| Ano  | Título                | Emissora    | Função   |
| ---- | --------------------- | ----------- | -------- |
| 2025 | Três Graças           | TV Globo    | Atriz    |
| 2024 | LOL - Se Rir, Já Era! | Prime Video | Stand-in |

### Cinema
| Ano  | Título  | Função | Personagem |
| ---- | ------- | ------ | ---------- |
| 2021 | Deságua | Atriz  | Anelis     |
| 2016 | Do Lar  | Atriz  | Cida       |

### Teatro
| Ano             | Título                                           | Função          |
| --------------- | ------------------------------------------------ | --------------- |
| 2025            | A Vida Começas aos 60                            | Atriz           |
| 2017-2025       | A Banheira                                       | Atriz           |
| 2025            | Resta 1                                          | Atriz           |
| 2024-atualmente | Que Tempo Bom                                    | Atriz/Produtora |
| 2022-2023       | Improvisadas                                     | Atriz/Diretora  |
| 2021-2022       | Show de Improviso                                | Atriz/Produtora |
| 2018            | Ervilha Sapo Junior                              | Diretora        |
| 2018            | Saltimbancos                                     | Diretora        |
| 2019            | O Pequeno Príncipe                               | Diretora        |
| 2018            | Inspetor Geral                                   | Diretora        |
| 2019            | Campo geral                                      | Atriz/Diretora  |
| 2017            | Desculpe o Auê                                   | Atriz/co-Autora |
| 2009-2011       | As Filhas da Mãe                                 | Atriz           |
| 2015-2016       | A Sogra que Pedi a Deus                          | Atriz           |
| 2017            | Os homens querem casar e as mulheres querem sexo | Atriz           |
| 2009-2016       | Uma Empregada Quase Perfeita                     | Atriz           |
| 2014            | Os Opostos se Atraem                             | Atriz           |
| 2016-2019       | Dois Casais em Maus Lençóis                      | Atriz           |
| 2014            | Estapafúrdia                                     | Atriz           |
| 2013            | Me Inclua Fora Disso                             | Atriz           |
| 2016            | O Fantasma da Minha Sogra                        | Atriz           |
| 2018            | Quem Ama Bloqueia                                | Atriz           |
| 2008            | Bodas de Sangue                                  | Atriz           |
| 2008            | Inspetor Geral                                   | Atriz           |
| 2017            | Pra lá e Pra cá                                  | Atriz           |
| 2013            | Promessa pro Santo Errado                        | Atriz           |
| 2012            | Auto da Barca do Inferno                         | Atriz           |
| 2012-2019       | O Cortiço                                        | Atriz           |
| 2014            | Til                                              | Atriz           |
| 2015            | O Pequeno Príncipe                               | Atriz           |
| 2015            | Memórias Póstumas de Brás Cubas                  | Atriz           |
| 2016            | Quincas Borba                                    | Atriz           |
| 2009            | Chapeuzinho Vermelho e o Lobo                    | Atriz           |
| 2010            | As Princesas do Castelo Encantado                | Atriz           |
| 2011            | Fazenda Esperança                                | Atriz           |
| 2013            | A Turma da Rua de Trás                           | Atriz           |
| 2014            | Balu e os Amiguinhos                             | Atriz           |
| 2015            | Pedro, Zói e Zoinho                              | Atriz           |
| 2017-2018       | Turma da Lancheira                               | Atriz           |
| 2009-2010       | A Branca de Neve                                 | Atriz           |
| 2009-2010       | A Pequena Sereia                                 | Atriz           |